# لیبرالیسم سکولار
لیبرالیسم سکولار (به انگلیسی: Secular liberalism)، نوعی از لیبرالیسم است که در آن اصول و ارزش‌های سکولاریستی و گاهی اخلاقیات غیر مذهبی، به‌صورت خاص مورد تأکید واقع شده و جدایی دین از حکومت را حمایت می‌کند. علاوه بر آن، سکولار لیبرال‌ها معمولاً از لیبرال دموکراسی و جامعه باز به‌عنوان مدل‌های سازمان‌دهی جوامع با ثبات و صلح‌آمیز، دفاع می‌کنند.
لیبرالیسم سکولار، از نگاه حکومت‌های تئوکراتیک و دموکراسی‌های غیرلیبرال، آن سوی دیگر طیف سیاسی اقتدارگرایی مذهبی قرار داشته و غالباً با مواضع طرفدار برابری اجتماعی و آزادی سیاسی همراه است.

## توضیحات
سکولار لیبرال‌ها که از لحاظ تعریف سکولاریست هستند، در مقایسه با تئوکراسی/ حکومت‌های دینی یا دولت‌هایی که نظام مذهبی دارند، به‌سوی دولت‌های سکولار متمایل اند. سکولار لیبرال‌ها جدایی کلیسا و دولت را از نظر قانونی و حقوقی دفاع می‌کنند.
نگرش‌های سکولار لیبرال معمولاً از نظریه‌های دینی در مورد جامعه و استدلال‌های مذهبی بر گرفته شده‌است. متون مقدس مختلف را فاقد جایگاه، صلاحیت، اقتدار در بحث‌های اجتماعی، سیاسی و اخلاقی می‌دانند که خریداری ندارد. دفاع کردن از آموزه‌های دینی به‌حیث پدیده‌های تاریخی و فرهنگی، مخالفت با تلقین یا تدریس مذاهب در مکاتب برای ترویج دین منحیث یک حقیقت، برای سکولار لیبرال‌ها معمول است. در میان آن‌هایی که به عنوان سکولار لیبرال شناخته می‌شوند، آتئیست‌های برجسته‌ای هم‌چون داوکینز، کریستوفر هیچنز، آیان حرصی علی، و سم هریس نیز وجود دارند.
برچسپ «سکولار لیبرال» گاهی می‌تواند در مورد آنچه که به آن اشاره می‌کند، گیج کننده باشد. اصطلاح سکولار در حالی‌که، مخصوصاً در کاربرد آمریکایی آن، می‌تواند گاهی به‌حیث صفت برای آتئیست‌ها و افراد بی‌دین استفاده شود، در انگلیسی بریتانیایی بیشتر احتمال دارد به افرادی گفته شود که سکولاریست هستند یا به عبارت دیگر افرادی که معتقدند دین و دولت از هم جدا نگهداشته شوند. نویسنده آتئیست ریچارد داوکینز می‌تواند تحت هر دو تعریف قرار بگیرد، در حالی‌که مفسر مسلمان و لیبرال بریتانیایی، ماجد نواز و مسیحیان لیبرالی که طرفدار سکولاریسم هستند هم‌چون اد دیوی و باراک اوباما، تنها با تعریف دومی سازگاری دارند.
در یک جامعه مدرن دموکراتیک، چندگانگی دکترین متناقض، یک هم‌زیستی مضطربی در چارچوب تمدن دارند.

## کاربرد معاصر

### بهار عربی
لیبرالیسم سکولار گاهی با اعتراض‌های بهار عربی مرتبط است. یکی از مفسرین آن را یک «فانتزی سکولار لیبرال» می‌نامد. دیگران به انگیزه‌های عقبه آن نگریسته و گفته‌اند که دولت‌های معاصر در نتیجه لیبرالیسم سکولار شکل گرفته‌اند.
غالباً، مشارکت روحانیون مسلمان در دولت‌های جدید دموکراتیک، به نفع نظریه‌های سکولار لیبرال معترضان، نادیده گرفته می‌شود. از سال ۲۰۱۱ بدین‌سو، بیشتر ساکنین شرق میانه خواستار اظهار نظر بیشتر در امر پیشبرد دولت‌های شان شده‌اند. آن‌ها می‌خواهند دموکراسی به چهره ویژه اسلامی ظاهر شود نه از طریق جنبش‌های مصنوعی «سکولار».

## انتقاد
اسقف بزرگ واتیکان و مسکو، جنگ مشترکی را بعلیه لیبرالیسم سکولار به راه انداخته‌اند؛ ادعا دارند که این تفکر با قراردادن مردم در معرض آزمایش‌های طبی زیست‌شناختی که ناسازگار با نظریه‌های آن‌ها در مورد کرامت انسانی است، با مفاهیم مرسوم ارزش‌های خانوادگی و بشریت مسیحی تناقض دارد. کشیش ارشد کلیسای ارتودوکس روسیه نگرانی‌اش را در برابر گرایش بعضی از جوامع پروتستانت به سکولار سازی، لیبرال سازی و مدرن سازی ادیان و اخلاقیان عیسوی اظهار داشت؛ او مدعی شد که آن‌ها محصولات لیبرالیسم سکولار هستند.
اولین ضمیمه قانون اساسی ایالات متحده، که آزادی بیان را پی‌شکش می‌کند، در یک مانیفیست سیاسی در سال ۲۰۰۴ توسط دیوید فرگوسون با عنوان کلیسا، دولت و جامعه مدنی مورد انتقاد قرار گرفت.